# Roanne
Roanne város délkelet-Franciaországban, a Rhône-Alpes régióban, a Loire megyében. A Loire partján, Lyontól északnyugatra fekszik.

## Története
A város neve gall eredetű: Rod-Onna (folyóvíz) alakult át először Rodumna, majd Rouhanne és végül Roanne alakra. A város stratégiailag fontos helyen, a Loire hajózható szakaszának felső végén, közvetlenül a szűk szurdokok alatt alakult ki. A negyedik század után, a hosszú távú kereskedelem összeomlásával jelentősége, mint áruátrakó központ hanyatlásnak indult. A 12. században a település Forez gróf tulajdonába került, aki alatt a város ismét fejlődésnek indult. A városból út vezetett Lyonba és a Rhône-folyóhoz, így Roanne átrakodó helyként fejlődött tovább Párizs és a Földközi-tenger között, abban az időben, amikor a vízi útvonalak legalább olyan fontosak voltak, mint a szárazföldiek.
A Loire-on megújult hajózás elősegítette a helyi termékek exportját. Ezek közül a legfontosabbak: borok, például a szárazföldi úton érkező Beaujolais, kerámiák, textiláruk, és 1785 után a Saint-Étienne-ből érkező szén, melyet korábban a folyami hajózás körülményeinek javulásával a folyó felső szakaszán, Saint-Rambert-nél raktak hajóra. Az ellenállóbb áruféleségeket sapinières tutajokon hajózták a folyón lefelé, ezeket a tutajokat használat után darabokra szedték. Roanne 17–18. századi lakosságának fele valamiképpen ebből a kereskedelemre épült gazdaságból élt: kereskedők és ügynökök, szállítómunkások, ácsok és kádárok, hajósok személyzetükkel és evezőseikkel, valamint a parti munkások.
Roanne az első városok egyike volt, melyet a vasút elért; 1833. március 15-én nyílt meg az állomás a kikötőnél, ahonnan Andrézieux-be vezetett Franciaország harmadik vasútvonala. Ezt követte a Roanne-ből Digoinba vezető csatorna megnyitása (1838), mely a várost a francia ipari forradalom első vonalába helyezte.
1917-ben fegyvertár nyílt a városban, és 1940-től új iparág alakult ki, mely rayon műselymet és egyéb, új típusú szálakat gyártott.

## A város jelentős szülöttei
- Jean-Baptiste Nompère de Champagny (1756–1834) francia politikus
- Pierre Étaix (born 1928), filmrendező
- René Leriche (1870–1955), sebész
- Jean-Pierre Jeunet (1953–), filmrendező
- Joseph Dechelette

## Testvérvárosok
- Guadalajara, Spanyolország
- Nuneaton and Bedworth, Egyesült Királyság
- Reutlingen, Németország
- Montevarchi, Olaszország
- Karácsonkő, Románia
- Legnica, Lengyelország

## Fordítás
- Ez a szócikk részben vagy egészben  a   Roanne című angol Wikipédia-szócikk fordításán alapul.  Az eredeti cikk szerkesztőit annak laptörténete sorolja fel. Ez a jelzés csupán a megfogalmazás eredetét és a szerzői jogokat jelzi, nem szolgál a cikkben szereplő információk forrásmegjelöléseként.

## Külső hivatkozások
- A város honlapja Archiválva 2008. május 14-i dátummal a Wayback Machine-ben